# Dinah Washington
Dinah Washington (29. srpna 1924 Tuscaloosa, Alabama, USA – 14. prosince 1963 Detroit, Michigan, USA) byla americká zpěvačka. Za svou píseň „What a Diff'rence a Day Made“ z roku 1959, která se umístila na osmé příčce v žebříčku Billboard Hot 100, byla oceněna cenou Grammy. V té době její doprovodnou skupinu tvořil kytarista Kenny Burrell, klavírista Joe Zawinul a bubeník Panama Francis. Mezi její další hity patří písně „A Rockin' Good Way (To Mess Around and Fall in Love)“, „Baby (You've Got What It Takes)“ a „September in the Rain“. V roce 1986 byla uvedena do Alabama Jazz Hall of Fame, v roce 1993 do Rock and Roll Hall of Fame a o deset let později do Blues Hall of Fame. Byla celkem sedmkrát vdaná, jejím manželem byl například fotbalista Dick Lane nebo saxofonista Eddie Chamblee.